# Prosopocoilus tragulus
Prosopocoilus tragulus là một loài bọ cánh cứng trong họ Lucanidae. Loài này được Snellen van Vollenvoven mô tả khoa học năm 1861.